# Affaire du Queen Boat
L’affaire du Queen Boat, connue dans les pays anglo-saxons sous le nom de Cairo 52, fait référence à l'arrestation de cinquante-deux hommes le 11 mai 2001, à bord d'une boîte de nuit gay flottante appelée le Queen Boat, qui était amarrée sur le Nil au Caire en Égypte.

## Accusations
Sur les cinquante-deux hommes arrêtés, cinquante ont été accusés de "débauche invétérée" et de "comportement obscène" sous l'article 9c de la loi no 10 de 1961 sur la lutte contre la prostitution. Deux autres ont été accusés de "mépris de la religion" sous l'article 98f du code pénal. Les cinquante-deux accusés ont plaidé l'innocence.

## Conditions de détention
D'après l'International Gay and Lesbian Human Rights Commission (IGLHRC), les hommes étaient soumis à des passages à tabac et à des examens médico-légaux en vue de "prouver leur homosexualité". Ils restaient enfermés vingt-deux heures par jour dans deux cellules exiguës sans lit.

## Procès

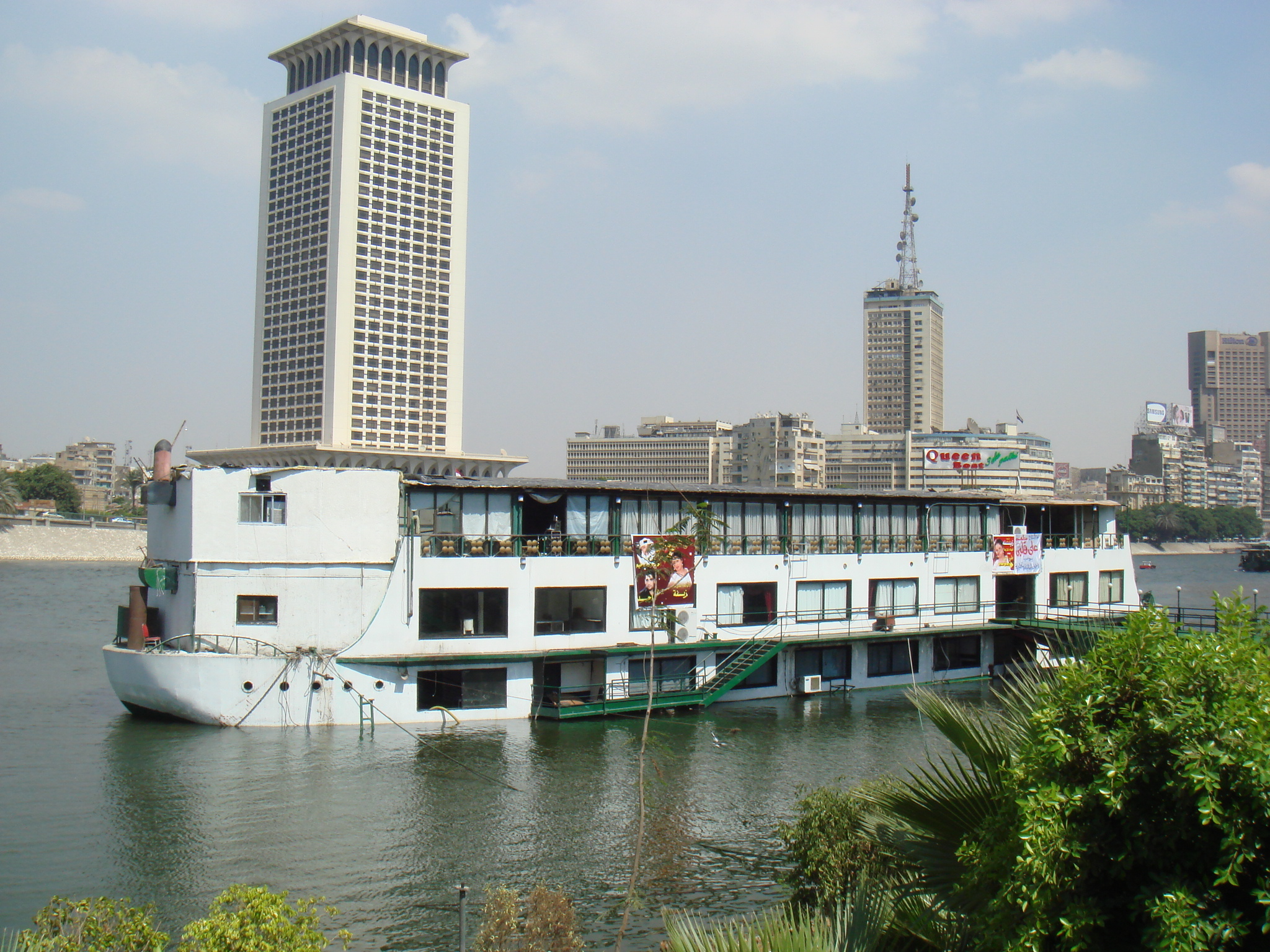
Le Queen Boat

Le procès des "52 du Caire" a duré cinq mois et les accusés ont été vilipendés par les médias égyptiens, qui donnaient leur nom et leur adresse, et les présentaient comme des ennemis de l'État. Ce procès a été condamné par les organisations internationales des droits de l'homme, des membres du Congrès américain et par les Nations unies. Les avocats de la défense ont demandé que les arrestations soient annulées pour cause d'arrestation irrégulière, vice de procédure, falsification de preuves et intimidations policières.
Le 14 novembre 2001, vingt-deux des accusés furent déclarés coupables de "pratique habituelle de la débauche", un homme de "mépris de la religion", et un autre, accusé d'être le meneur du groupe, fut déclaré coupable des deux accusations et reçut la sentence la plus lourde, cinq ans de travaux forcés. Une cinquante-troisième personne, un adolescent, passa devant la Cour des enfants et reçut la peine maximale de trois ans de prison, suivis de trois ans de mise à l'épreuve.
En mai 2002, ces condamnés furent relâchés dans l'attente d'un second procès, les verdicts de culpabilité et de non-culpabilité furent cassés, provoquant un scandale international. En juillet 2002, cinquante des accusés subirent un second procès (les deux hommes accusés de mépris de la religion avaient vu leur sentence confirmée). Ce procès, tenu à la Cour des délits de Qasr-al-Nil au Caire et présidé par le juge Abdel Karim, qui avait déjà présidé le premier procès, dura seulement quinze minutes, aux termes desquelles le juge se récusa lui-même. Le procès fut alors reporté en septembre. Il s'acheva en mars 2003. Vingt-deux hommes reçurent des peines de trois ans de prison et vingt-neuf autres furent acquittés.